# Андреевские Выселки
Андре́евские Вы́селки — деревня в Шатурском муниципальном районе Московской области. Входит в состав городского поселения Шатура. Население — 61 чел. (2010).

## Расположение
Деревня Андреевские Выселки расположена в северо-западной части Шатурского района, на берегу озера Святое. Расстояние до МКАД порядка 122 км. Высота над уровнем моря 124 м.

## Название
В письменных источниках деревня упоминается как Андреевские Выселки. На «Специальной карте Европейской России» И. А. Стрельбицкого обозначена как Андреевская. Кроме того, до начала XX века называлась также Новая деревня.
Возникла как выселок из деревни Андреевка, находившейся в 15 км к юго-востоку от новой деревни.

## История

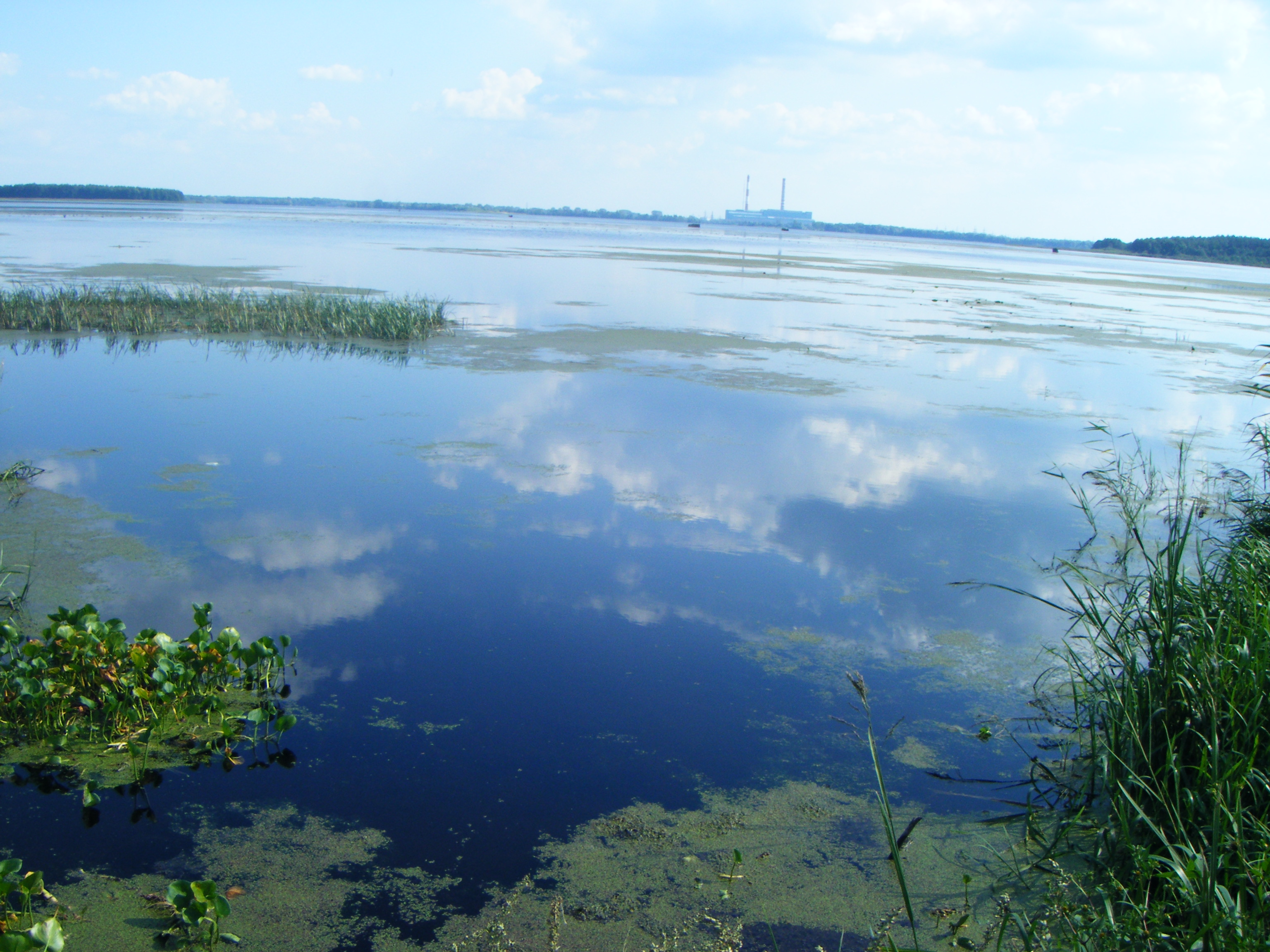
Вид от деревни на озеро Святое и Шатурскую ГРЭС

Деревня образовалась в 1850-х годах. До этого здесь находилась деревянная церковь Спаса Преображения, построенная в 1838 году.
До отмены крепостного права деревня принадлежала государству.
В 1884 году в деревне была построена школа.
В 1904 году выстроена новая каменная церковь Спаса Преображения.
После отмены крепостного права деревня вошла в состав Петровской волости.
После Октябрьской революции 1917 года был образован Андреевско-Выселковский сельсовет, в который вошла деревня Андреевские Выселки. В 1923 году сельсовет находился в составе Красновской волости Егорьевского уезда Московской губернии.
В 1924 году в состав Андреевско-Выселковского сельсовета вошла деревня Филисово упразднённого Филисовского сельсовета, но уже в 1925 году Андреевско-Выселковский и Кобелевский сельсоветы были реорганизованы в Филисовский.
В ходе реформы административно-территориального деления СССР в 1929 году деревня Андреевские Выселки в составе Филисовского сельсовета передана в Шатурский район Орехово-Зуевского округа Московской области.
C 1951 года деревня входила в Кобелевский сельсовет, в 1954 году вновь перешла в Филисовский, а в 1959 году вошла в состав Петровского сельсовета.

## Население
| 1885 | 1905 | 1926 | 1931 | 1970 | 1993 |
| ---- | ---- | ---- | ---- | ---- | ---- |
| 172  | ↗245 | ↗309 | ↗451 | ↘152 | ↘60  |
| 2002 | 2006 | 2010 |      |      |      |
| ↘37  | ↗44  | ↗61  |      |      |      |

## Известные уроженцы
- Светлов, Павел Яковлевич ((1861—1941) — русский духовный писатель, священник, профессор богословия.